# سالونینا ماتیدیا

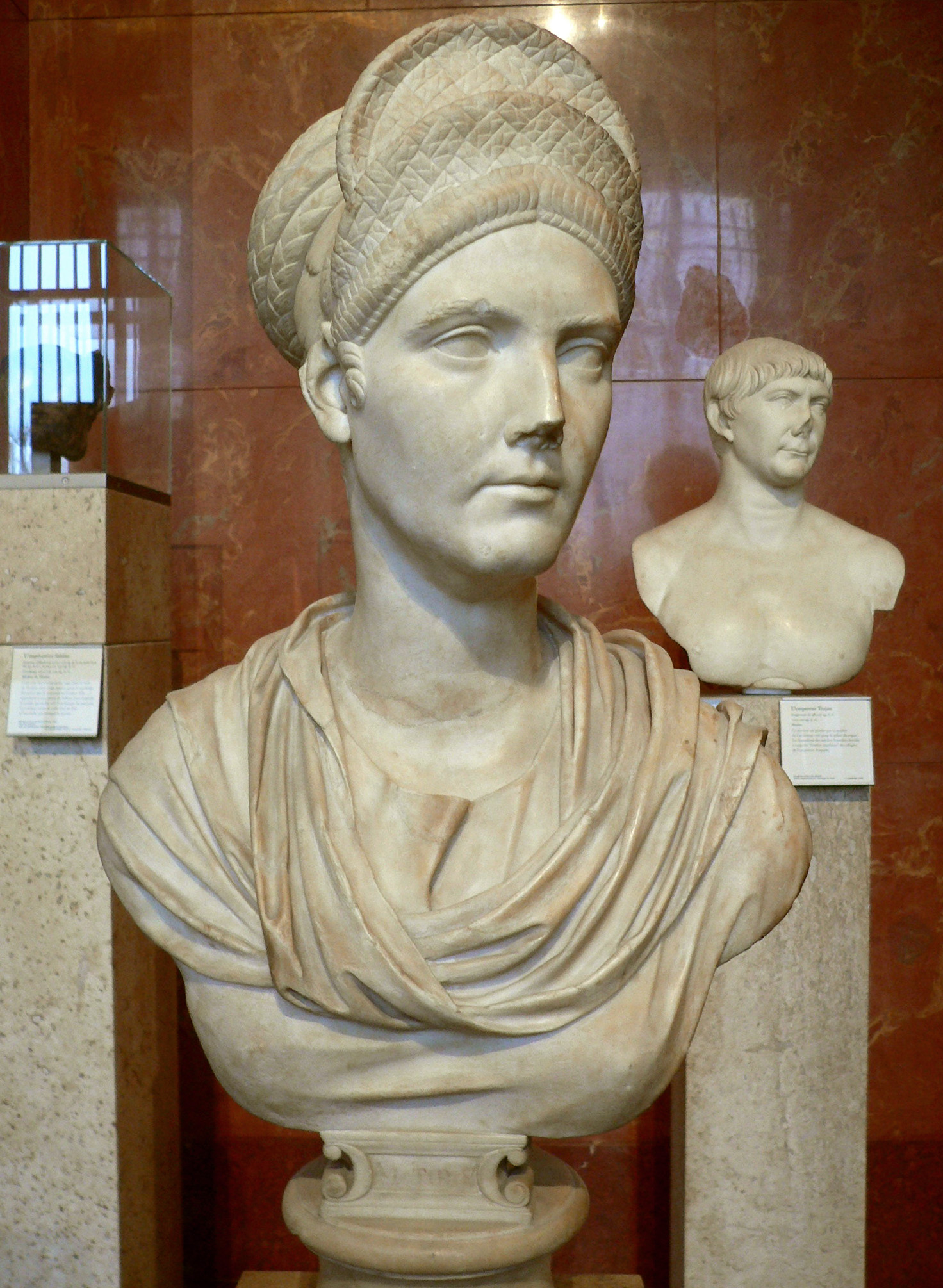
سردیس سالونینا ماتیدیا در موزه لوور

سالونینا ماتیدیا (به لاتین: Salonina Matidia) (زادهٔ ۴ ژوئیهٔ ۶۸ – درگذشتهٔ پیش از ۲۳ دسامبر ۱۱۹) دختر و تنها فرزند اولپیا مارچانا و گایوس سالونیوس ماتیدیوس پاتروینوس بود. تراژان، امپراتور روم دایی او بود و از آنجا که خود فرزندی نداشت سالونینا را همچون دختر خود دوست می‌داشت. پدر سالونینا در سال ۷۸ درگذشت و او و مادرش پس از آن پیش تراژان و همسرش پومپیا پلوتینا رفته و با آنها زندگی کردند.
ماتیدیا در فاصلهٔ ۸۱ تا ۸۲ با کنسولی به‌نام لوسیوس ویبیوس سابینوس ازدواج کرد و آن دو صاحب دختری به‌نام ویبیا سابینا شدند که بعدتر به دلیل علاقه‌مندی ماتیدیا به هادریان به همسری او درآمد. سابینوس اندکی پس از ازدواجش در ۸۳ یا ۸۴ درگذشت و ماتیدیا در دومین ازدواجش به همسری نجیب‌زاده‌ای رومی به‌نام لوسیوس میندیوس درآمد. آن دو نیز صاحب دختری شدند که میندیا ماتیدیا یا ماتیدیای کوچک نام گرفت. میندیوس در سال ۸۵ درگذشت و گمان می‌رود ماتیدیا یک بار دیگر در سال ۸۸ با کنسول دیگری به نام لوسیوس اسکریبونیوس لیبو روپیلیوس فروجی بونوس ازدواج کرده باشد. فروجی خود دختری به‌نام روپیلیا فوستینا داشت که بعدتر با سناتور مارکوس آنیوس وروس ازدواج کرد و مادربزرگ پدری امپراتور آینده مارکوس اورلیوس شد.
ماتیدیا اغلب در مسافرت‌ها دائیش تراژان را همراهی می‌کرد و یاریگر او در تصمیم‌گیری‌هایش بود. مجسمه‌ها و کتیبه‌هایی به نام ماتیدیا و مادرش در سرتاسر روم ساخته و نصب شد و او در ۲۹ اوت ۱۱۲ عنوان آگوستا را دریافت داشت.
ماتیدیا و پلوتینا در سال ۱۱۷ همراه تراژان بودند که او بمرد و آن دو خاکستر امپراتور را با خود به رم بازگرداندند. ماتیدیا نیز در سال ۱۱۹ درگذشت و هادریان که پس از تراژان به امپراتوری رسیده بود سخنران مراسم خاکسپاری او شد، جایگاهی خداگونه به او داد و پرستشگاه و قربانگاهی برای او در رم ساخت.